# Episodi de Le avventure di Bailey (prima stagione)
La prima stagione della serie televisiva Le avventure di Bailey è stata trasmessa in anteprima nel Regno Unito dalla BBC tra il 3 aprile 1978 e il 15 maggio 1978.
| nº | Titolo originale                    | Titolo italiano | Prima TV UK    | Prima TV Italia |
| -- | ----------------------------------- | --------------- | -------------- | --------------- |
| 1  | Rumpole and the Younger Generation  |                 | 3 aprile 1978  |                 |
| 2  | Rumpole and the Alternative Society |                 | 10 aprile 1978 |                 |
| 3  | Rumpole and the Honourable Member   |                 | 17 aprile 1978 |                 |
| 4  | Rumpole and the Married Lady        |                 | 24 aprile 1978 |                 |
| 5  | Rumpole and the Learned Friends     |                 | 1º maggio 1978 |                 |
| 6  | Rumpole and the Heavy Brigade       |                 | 15 maggio 1978 |                 |